# Етож
Етож (фр. Etoges) насеље је и општина у североисточној Француској у региону Шампањ-Арден, у департману Марна која припада префектури Еперне.
По подацима из 2011. године у општини је живело 395 становника, а густина насељености је износила 27,11 становника/km². Општина се простире на површини од 14,57 km². Налази се на средњој надморској висини од 185 метара.

## Демографија
| 1962. | 1968. | 1975. | 1982. | 1990. | 1999. | 2011. |
| ----- | ----- | ----- | ----- | ----- | ----- | ----- |
| 397   | 409   | 357   | 306   | 282   | 261   | 395   |

График промене броја становника у току последњих година